# Jan Sova
Jan Sova (28. května 1911 Louňovice – 2. ledna 1981 Praha) byl český a československý politik a poválečný poslanec Prozatímního a Ústavodárného Národního shromáždění a Národního shromáždění ČSR za Československou stranu lidovou.

## Biografie
Pocházel z rodiny chalupníka. Po ukončení základního vzdělání se vyučil strojmistrem kamenotisku a hlubotisku v Melantrichu a posléze pracoval do roku 1945 v České grafické unii na výrobě známek. Za první republiky se angažoval ve Všeodborovém sdružení křesťanského dělnictva. Od roku 1928 byl členem ČSL, v níž patřil k levicovému, dělnickému křídlu. V letech 1936-1938 byl zemským předsedou katolické mládeže v Čechách a v letech 1938-1941 odpovědným redaktorem Nových směrů. V roce 1941 ho zatklo gestapo a krátce byl vězněn. V roce 1945 byl jmenován členem Ústředního národního výboru hlavního města Prahy. V letech 1945-1954 působil jako funkcionář ÚRO.
V letech 1945-1946 byl poslancem Prozatímního Národního shromáždění za ČSL, respektive za Ústřední radu odborů. V parlamentu setrval až do parlamentních voleb v roce 1946, pak se stal poslancem Ústavodárného Národního shromáždění za ČSL a po volbách do Národního shromáždění roku 1948 se stal za ČSL poslancem Národního shromáždění ve volebním kraji Ostrava. Patřil k té části lidové strany, která po únorovém převratu v roce 1948 zůstala loajálním spojencem komunistického režimu. Na postu poslance setrval do voleb do Národního shromáždění 1954.
Po skončení mandátu působil v letech 1954-1971 jako pracovník aparátu ČSL (krajský tajemník v Ostravě a v Hradci Králové). Posléze odešel do důchodu.